# 牛兰
牛兰（法語：Hilaire Noulens，直译：伊莱尔·努朗，1894年3月24日—1963年3月13日），本名雅各布·马特维耶维奇·鲁德尼克（烏克蘭語：Яков Матвійович Рудник），乌克兰犹太人，共产国际国际联络部在上海的秘密交通站负责人，负责转送各种文件和经费等。

## 生平

### 早年及派往中国
1894年3月24日， 鲁德尼克出生于乌克兰一个工人家庭，1914年毕业于基辅一所商业学校。参加了第一次世界大战，被送入圣彼得堡理工学院学习，期间入伍参军，1917年2月加入布尔什维克，任芬兰团苏维埃代表，十月革命时曾带队攻打冬宫，1918年进入契卡，1920年加入共产国际。
在派往中国前，鲁德尼克曾在德国、奥地利、意大利等多个欧洲国家执行联络交通任务。1921年12月，法国军情二局就曾逮捕过鲁德尼克，直到1924年将其驱逐回苏联。同年，他调入共产国际国际联络部，1925年5月被派往维也纳。同年，他在维也纳与出身圣彼得堡贵族世家的塔季扬娜·尼古拉耶夫娜·玛依仙柯（Tatiyana Nikolayevna Moiseyenko）结婚。她是一位数理逻辑的教师，极富语言天赋，精通法、德、英、意等国语言，1917年加入布尔什维克。婚后两年，他们生下了一个儿子吉米。由于隐蔽工作的需要，鲁德尼克夫妻从不在吉米的面前讲俄语，而只说德语。1927年11月，鲁德尼克结束了在维也纳的工作。

### 中国国内参与活动
1930年3月，鲁德尼克由莫斯科经中国的哈尔滨、大连抵达上海，化名牛兰，建立秘密交通站。塔季扬娜也带着儿子来到上海，化名汪德利曾协助丈夫工作，二人在上海建起了三家贸易公司。
夫妇二人的主要工作是利用在租界内的各种合法身份，协助共产国际远东局保持与中国共产党和亚洲各国共产党的邮件联系，为去苏联的共产党人办理手续，通过公开渠道接收共产国际从柏林银行转来的资金，再分发到包括中共等的中国及东亚各国共产主义组织使用。牛兰同时也以公开身份泛太平洋产业同盟秘书处秘书活动，而泛太平洋产业同盟实际是赤色职工国际远东分支组织——太平洋职工书记处。1930年1月，王明在上海被英國巡捕逮捕，此事傳到共產國際，米夫托牛蘭花3000元將王明營救出獄。
牛兰夫妇二人秘密工作经验十分丰富，曾到过多个国家，持有比利时、瑞士等多国护照，以德语为公开的本国母语，使用数个化名，登记了八个信箱、七个电报号，租用十处住所、两个办公室和一家店铺。他们的办公地点经常变动，并尽量避免与中共地下党员接触。中共知道他俩真实身份的是周恩来以及总书记向忠发，还有向忠发的政治秘书余昌生。他们的几家贸易公司中“大都会贸易公司”规模最大，在业界也有一定的声誉。1931年初，共产国际的两名军事人员到上海，打扮成传教士准备去中央苏区做军事顾问，当时此事顾顺章与牛兰曾参与协助。但后来任务未能成功，牛兰协助两人迅速乘船离开中国。

### 被捕及归国

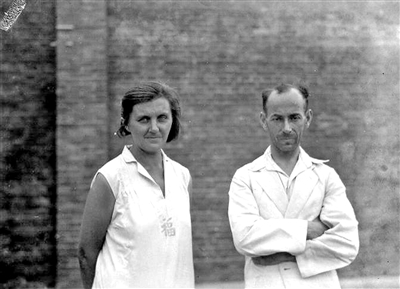
1937年，监狱中的牛兰夫妇。

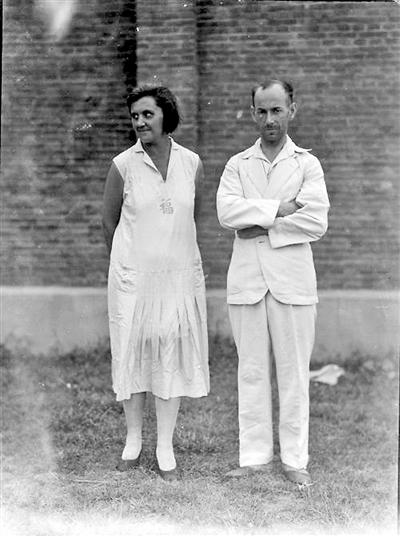
1937年，监狱中的牛兰夫妇。

1931年4月24日，中共中央政治局候补委员、中共中央特科主要负责人顾顺章在汉口被捕并迅速招供，供称：“共产国际派遣代表九人来上海，即系国际远东局，大多数是俄国人，也有波兰人、德国人，姓名住址不太知道。远东局主任，名叫牛兰，我们都叫他老毛子。他有一个妻子，非常厉害，名字不详。”中统局立即刻指示中统上海特区通告上海英、法租界当局搜捕牛兰夫妇。
1931年6月1日，共产国际与马来亚、新加坡地下组织联络的信使法国人约瑟夫·杜克鲁（Joseph Ducroux）化名塞尔日·勒·弗朗（Serge Le Fran）在新加坡活动期间被英国殖民当局警察逮捕。警察从他随身携带的文件中发现了一个在上海的信箱号“邮政信箱205号，海伦诺尔”（“Hilanoul，Shanghai”，“Hilanoul”即是“Hilaire Noulens”的缩写），新加坡英国殖民当局立即将这一情报通告了上海公共租界的英国殖民当局。上海公共租界巡捕房政治部便根据这一线索，对205号信箱进行监视。很快就查明，此信箱的租用者就是牛兰。而且还发现，牛兰还用不同的假名同时在上海租用了8个信箱。巡捕房密探对牛兰跟踪，查明他住在四川路235号，同时在南京路49号C字30号房间还有一个秘密活动点。
1931年6月15日上午，上海公共租界工部局警務處政治部的警探猛扑牛兰在四川路235号的寓所，当场逮捕了牛兰。警探们在房间里只搜出一些无关紧要的文件，却没有发现一份重要的文件；但是他们从牛兰身上搜出三串钥匙，共27枚。警探们在南京路49号C字30号房间搜出600多份文件，其中重要的76份，其中既有共产国际远东局给东亚、东南亚各国共产党的指示，也有远东局和中共中央给共产国际的报告。当天下午逮捕了其夫人汪德利曾。搜查发现牛兰夫妇在上海西郊愚园路宏业花园第七十四号、赫德路六十六号各有一套住处。警探们从赫德路六十六号搜出共产国际远东局1930—1931年的帐册，泛太平洋产业同盟秘书处中国办事处的帐册，上海各银行的存摺，存款总数高达四万七千美元。这都是共产国际远东局提供给远东与东南亚各国共产党及红色工会组织的活动经费。
在搜查牛兰夫妇掌握着的几处房子时，在通信密码和资金账簿被缴获的情况下，上海公共租界警察依然没有办法证实他们的身份。根据从牛兰处查获的文件，英国租界当局证实了不久前共产国际远东局在香港成立了一个分支机构——“南方局”，又称香港分局。就在牛兰被捕前几天，英国警察在那里捕获了一名印度支那共产党人阮爱国（即后来的越南劳动党领导人胡志明）。另外，从牛兰处查获的文件中，还发现了好几名与共产国际远东局有联系的日本共产党员与朝鲜共产党员。这些材料马上转给日本警方，日本警視廳特高科也投入对日共党员的追捕。
牛兰夫妇被捕后，被公共租界巡捕房秘密审讯多次，牛兰夫妇坚不吐实。拒不暴露自己的身份。租界巡捕房从多方入手，仍无法查实牛兰夫妇的真实身份，最后企图从牛兰夫妇一家操的语言上打开缺口，一定要证实嫌疑犯来自苏联，结果发现牛兰夫妇当时年仅4岁的儿子吉米，只会说德语，不会说俄语。中统局上海特区帮助公共租界巡捕房政治部确认了牛兰夫妇的身份为“共产国际远东局主任”。租界巡捕房为了坐实牛兰是共产国际的委员，决定从他俩手执的护照入手，査明他俩的来历。从现今还保存在上海市公安局的原公共租界牛兰案审讯笔录來看，比利时领馆否认牛兰夫妇比利时护照名字是凡 · 德 · 克吕森（van der Cruyseen）的真实性，瑞士领馆对牛兰夫妇的瑞士籍Xavier Alois Beuret护照不置可否，德国领馆对他俩的德国国籍确认无疑。被释放的牛兰家保姆赵杨氏通过律师几次发表声明，说是她在牛兰家里受到充分的尊重，表示愿意将小吉米从狱中接出来抚养，等待牛兰夫妇的无罪释放。
1931年8月9日，在公共租界的江苏高等法院第二分院开庭，正式审判牛兰夫妇，最后宣布将牛兰夫妇引渡给南京国民政府。1931年8月14日，国民政府将牛兰夫妇从上海引渡移押南京城南道署街的宪兵司令部看守所中，拖延不予启动司法审判，在监狱中对牛兰夫妇秘密严刑拷打。牛兰夫妇曾先后多次绝食以示抗议。与此同时，国际组织、劳工组织与进步人士也纷纷采取行动，致电宋庆龄，把营救牛兰的希望寄托在刚从欧洲归国的宋庆龄身上。在牛兰被捕的两个月后，宋庆龄恰巧经苏联回国安葬母亲。在宋庆龄逗留莫斯科期间，共产国际政治代表找到了宋庆龄。当共产国际派来的代表转达了用交换人质的方式来营救牛兰的指示后，宋庆龄表示答应帮助，并试探性地表达了自己愿意加入共产党、从事秘密工作的请求。1931年8月20日，宋庆龄和爱因斯坦、蔡特金、高尔基、史沫特莱等国际知名人士发起成立了设在欧洲的“国际营救牛兰委员会”，使营救牛兰的行动演变为一次世界性的运动。宋庆龄通过经济学家陈翰笙（秘密身份是中共与共产国际情报人员），与牛兰夫妇的外籍律师取得联系。宋庆龄又指派美籍人士马海德，以医生名义去南京监狱为牛兰夫妇治病，并设法将牛兰夫妇的儿子吉米接出南京监狱暂时收养。1931年12月，宋庆龄按共产国际“用在苏联的人质蒋经国交换牛兰”的指示找到蒋介石，遭到拒绝。蒋介石在1931年12月16日的日记里写道：“孙夫人欲释放苏俄共党东方部长。其罪状已甚彰明，而强余释放，又以经国交还相诱。余宁使经国不还，或任苏俄残杀，而决不愿以害国之罪犯以换亲子也。绝种亡国，乃数也，余何能希冀幸免！但求法不由我而犯，国不由我而卖，以保全我父母之令名，使无忝此生则几矣。”
苏军总参谋部四局（即侦察总局）间谍、上海工作站负责人理查德·佐尔格致电莫斯科，要求派两个德国身份的交通人员各带两万美元现金，从苏联送到上海协助打通国民政府的法院及监狱的关系。两人分别为赫尔曼·西伯勒尔和奥托·布劳恩（即李德）。经重金收买国民党官员后，仅从牛兰那里拿到了一张用俄文写的报平安的字条。牛兰夫妇的案件也受到社会媒体的大量关注，甚至国外的爱因斯坦、肖伯纳、罗曼·罗兰、德莱塞、杜威等人也发文支援。由于宣传家威利·明岑贝格的活动，爱因斯坦、赫伯特·乔治·威尔斯、宋庆龄和亨利·巴比塞等名人成立了牛兰/吕埃格国际援救委员会（注意“吕埃格”（Paul Ruegg）与牛兰并非同一人，此为当时误会），这个案件成为英国众议院和美国参议院讨论的主题。
1932年7月11日，中央特科负责人潘汉年按党组织的布置，在上海公共租界汉口路老半斋菜馆，以请客为名，邀集了上海文化界一些著名人士，如柳亚子、田汉、郑振铎、郁达夫等人，商讨联络动员与组织文化界知名人士联名致电南京政府营救牛兰夫妇。结果，由柳亚子、鲁迅、陈望道、郁达夫、茅盾、丁玲等36名著名文化人士联合签名，致电南京国民政府行政院长汪精卫、司法院长居正、司法行政部长罗文干，要求立即释放牛兰夫妇。1932年7月12日，宋庆龄组织并担当“牛兰夫妇上海营救委员会”主席，史沫特莱任书记，在上海四川路216号302号房间设立办事处，进一步发动、联络与组织上海及全国的营救牛兰运动，并与“国际营救牛兰委员会”遥相呼应。
1932年8月10日开始江苏高等法院刑事一庭在江宁地方法院对牛兰夫妇正式开庭公开审判。庭审历时约十天。1932年8月19日正午十二时，庭审结束，审判长黎冕宣读判决书：“牛兰及汪得利曾犯罪一切证据，不外扰乱治安、勾结叛徒、煽惑军队、破坏纪律为目的，实触犯‘危害民国紧急治罪法’第一条第一、第三、第四各款，第二条第一、第二两款，及第六条，又犯‘中华民国刑法’第七十四条，各应并科判以死刑。兹爰照大赦条例第二条，各处以无期徒刑。”法院判决后，牛兰夫妇被送至南京市中心老虎桥的江苏第一模范监狱监禁服刑。
1933年4月5日，宋庆龄亲率“中国民权保障同盟”代表团赴南京，与国民政府交涉，并亲自到江苏第一监狱看望牛兰夫妇，劝他们进餐，把苏联共产国际的关怀之意转达给牛兰夫妇。
牛兰的儿子在宋庆龄的帮助下，由德国人赫尔兹收养，并于1936年乘船前往苏联海参崴。
抗战爆发后，1937年8、9月间，日军飞机开始轰炸南京，江苏模范第一监狱也有中弹。1937年11月，日军占领上海之后向南京逼近，国民政府以“驱逐出境”为名，释放牛兰夫妇。牛兰夫妇前往上海租界。按情报人员的纪律是不能寻求苏联驻华公开机构帮助的。此后近两年时间里，在没有身份证明，缺少生活来源情况下，他们通过宋庆龄的资助生活，直到1939年，他们最终将一封求援信辗转送到共产国际总书记季米特洛夫手中，牛兰夫妇才得以经新疆返回苏联。

### 归国后
1943年至1948年牛兰曾担任苏联红十字会对外联络部部长，战争年代国家的红十字会地位非常重要，例如1951年中华人民共和国就取代了中华民国在国际红十字会的代表中国的唯一合法席位，这与当时正在进行的朝鲜战争中朝方面掌握了大批美英战俘直接有关。牛兰这一职务也是他一生中的最高职务。此后他的工作岗位总是与中文有关，曾在两所大学的汉语教研室搞研究工作，一直到1963年病故。牛兰夫人于1964年病故前则一直从事她喜爱和擅长的语言研究和翻译工作。牛兰夫妇的儿子吉米1936年底回到苏联，在两所国际儿童院里度过青少年时期，1944年随着苏德战线远离莫斯科，他回到莫斯科与父母团聚。

## 身后
近60年来，牛兰的身份被错误地认为是保罗·吕埃格（Paul Ruegg）。因此，在一些有关牛兰夫妇被捕的作品中，这个错误很常见。直到1994年，Frederick Litten博士在《中国季刊》上发表文章，揭露了牛兰的真实身份。甚至臺灣大學歷史系的臺大歷史學報在2009年刊登的文章中，都延续着这个错误。

## 影响
牛兰夫妇在中国被捕，实际上截断了苏联对中国及东南亚各国的共产党活动的资助。而从苏联运送疏通资金的奥托·布劳恩，完成任务后并未有马上回国，而是找到朋友博古并成了他的助手。博古到达中央苏区后他改名为李德，并代替之前并未成功进入苏区的两人，摇身一变成了共产国际派遣的军事顾问，尽管他事实上并未得到共产国际授权。